# Il vento (film 1928)
Il vento (The Wind) è un film muto del 1928 diretto da Victor Sjöström, regista svedese che sarà l'interprete de Il posto delle fragole di Ingmar Bergman. Il film fu adattato da Frances Marion dal romanzo omonimo di Dorothy Scarborough. Nel cast vi sono Lillian Gish, Lars Hanson, Montagu Love, Dorothy Cumming e altri.
L'attrice Una Merkel è la controfigura di Lillian Gish (come aveva già fatto nel 1920, per Agonia sui ghiacci (Way Down East) di D.W. Griffith)
Fu uno degli ultimi film muti prodotti dalla Metro-Goldwyn-Mayer. Nel 1993 è stato scelto per la conservazione nel National Film Registry della Biblioteca del Congresso degli Stati Uniti.
Nel film viene reso il tormento psicologico e fisico del soffiare incessante del vento che scava le coscienze. Il film è imperniato sulla titanica lotta fra l'uomo e la natura che, in questo caso, viene vinta dalla fragile Lillian Gish, tenero fiore della Virginia.

## Trama
Letty, una giovane ragazza della Virginia, va ad abitare dal cugino Beverly in una valle in un deserto negli USA dove il vento soffia senza tregua. Il rapporto con Cora, la moglie del cugino, si fa rapidamente teso e Letty verrà costretta ad abbandonare la casa, ma per farlo dovrà sposarsi. Legata a Lige, un uomo che non ama, e vittima di un vento che la fa uscire di testa, per Letty le cose non possono migliorare. Eppure tutto precipiterà solo con l'arrivo del suo vecchio spasimante Roddy e si concluderà in un finale tragico, ma che porterà la ragazza ad amare di nuovo, donandole la speranza.

## Curiosità
- Inizialmente, il film doveva avere un finale tragico nel quale Letty, in preda alla disperazione, corre nel deserto per darsi la morte. I produttori, invece, preoccupati per la stessa carriera dell'attrice, imposero il lieto fine in un rinnovato amore tra la donna e Lige.[2]
- Il film venne girato a Bakersfield, nel deserto californiano del Mojave, e il vento fu ricreato attraverso l'utilizzo di otto motori d'aeroplano.[2]

## Accoglienza
Georges Sadoul ha scritto che Il vento «è uno dei massimi capolavori dell'arte muta e il miglior film americano di Sjöström. (...); la suggestione è tale che par quasi di sentir sulla pelle il contatto della sabbia sospesa ovunque nell'aria». Pierre Eugène su Cahiers du cinéma descrive il senso claustrofobico causato da un mare di sabbia che tutto inghiotte, senza memoria e che pulisce indifferentemente i morti, i ricordi, le stoviglie. La tematica della convivenza con la sabbia portata dal vento e con la relativa lotta nel respingerla la ritroviamo nella Donna di sabbia con scene corrispondenti, vedi Lige che lava le stoviglie con la sabbia al posto dell'acqua, immagine che ritroviamo nel film di Hiroshi Teshigahara.

## Produzione
Il film fu prodotto dalla MGM. Venne girato dal 29 marzo al 24 maggio 1928.

## Distribuzione
Distribuito dalla MGM, il film uscì nelle sale il 23 novembre 1928

### Data di uscita
- USA	23 novembre 1928
- Svezia	3 dicembre 1928
- Finlandia	1º marzo 1929
- Portogallo	16 ottobre 1929
- Portogallo	17 maggio 1965	 (limited)

Alias
- Stürme 	Austria / Germania
- A szél	Ungheria
- Der Wind	Germania
- El vent 	Spagna (titolo in Catalano)
- El viento	Spagna
- La rosa de los vientos 	Argentina
- Le Vent	Francia
- O Vento	Portogallo
- O anemos	Grecia
- Stormen	Svezia
- Vento e Areia	Brasile
- Wicher	Polonia